# Оуэн-Саунд Аттак
«Оуэн-Саунд Аттак» (англ. Owen Sound Attack) — молодёжный хоккейный клуб из города Оуэн-Саунд, провинция Онтарио, Канада. Выступает в Хоккейной лиге Онтарио (OHL), одной из трёх лиг, составляющих Канадскую хоккейную лигу (CHL). Команда базируется в Оуэн-Саунде с 1989 года, а под нынешним названием выступает с 2000 года. 

## Достижения
- Кубок Джей Росса Робертсона: 2011;
- Уэйн Гретцки Трофи: 2011;
- Холоди Трофи: 2011;